# Mike Heller
Mike Heller (17 de enero de 1982) es un baterista estadounidense originario de Brooklyn, Nueva York, es integrante de numerosas bandas dentro de las cuales están incluidas la banda de metal industrial Fear Factory, la banda de death metal técnico Malignancy, y la banda británica de heavy metal Raven. Heller formó parte de la banda System Divide, además de colaborar como baterista de sesión para numerosas bandas de diversos géneros musicales.

## Biografía
Heller define su influencia musical dentro de muchos géneros, incluyendo el gospel, latin jazz y funk. Es conocido por incorporar estos estilos dentro de sus composiciones en el death metal. Heller ha sido instructor de bateristas tanto reconocidos en la actualidad como aspirantes dentro del ámbito del metal extremo desempeñándose también como columnista para la revista Sick Drummer. Heller ha sido baterista de sesión y colaborador para artistas de géneros diversos y sin relación alguna entre ellos. En 2003 se unió a la banda neoyorquina Malignancy reemplazando a Roger J. Beaujard. En 2008 inició la banda System Divide con el vocalista de Aborted Sven de Caluwé y la exvocalista de Distorted, Miri Milman. En 2012, Heller se unió a la banda Fear Factory después de la salida de Gene Hoglan. En el año 2017, se integró a la banda Raven como integrante en vivo.

## Discografía
- Fear Factory
  - Genexus (2015)

- Malignancy
  - Inhuman Grotesqueries (2007)
  - Eugenics (2012)
  - Epilogue (2014)
  - Malignant Future EP (2016)

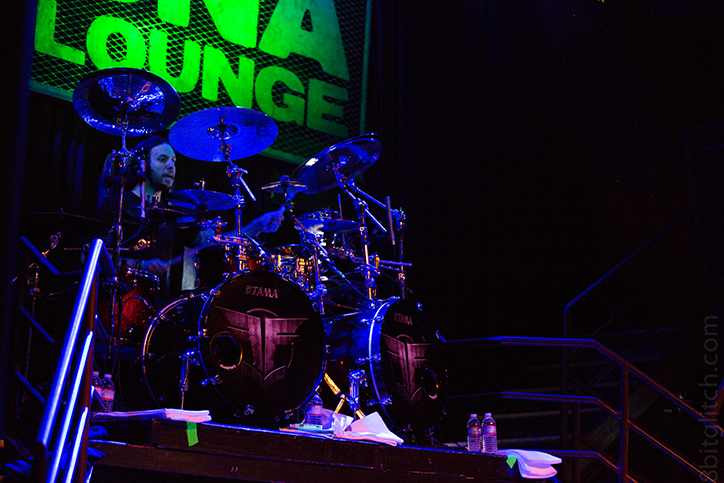
Heller tocando en vivo con Fear Factory en 2013

  - Intrauterine Cannibalism Re-Recording (2019)

- Raven
  - Screaming Murder Death From Above: Live In Aalborg (2019)

- Abigail Williams
  - Walk Beyond the Dark (2019)

- Ol Drake
  - Old Rake (2015)

- Gorepunch
  - Give Em Hell (2015)

- Control/Resist
  - Gods By Design (EP) (2014)

- System Divide
  - The Collapse EP (2009)
  - The Conscious Sedation (2010)
  - Ephemera (2012)

- Success Will Write Apocalypse Across the Sky
  - The Grand Partition, and the Abrogation of Idolatry (2009)

- Secrets She Kept
  - Le Fin Absolue du Monde (2011)

- Kalopsia
  - Death Starts the Horror (2011)
  - Amongst the Ruins (2012)

- Zillah
  - Not All of Me Shall Die / Man Son of Swine (2011)

- Azure Emote
  - The Gravity of Impermanence (2013)
  - The Third Perspective (2020)

- The Cosmos
  - Imbecile (2013)

- In the Fire
  - The Living Horror Show (2020)

- Beneath
  - Ephemeris (2017)

- Excommunicated
  - Death Devout (2018)

Heller ha grabado con bandas y artistas tales como Edei, Ryann, 208 Talks of Angels, Measure, Razorcult, Chikatillo, Pseudo Supremacy, Hollow, Death Dealer y Cryosaur.